# ولیکا، مونته‌نگرو
ولیکا (به لاتین: Velika) یک منطقهٔ مسکونی در مونته‌نگرو است که در پلاو واقع شده‌است. ولیکا ۳۰۸ نفر جمعیت دارد.